# Frank Castañeda
Frank Castañeda (* 17. Juli 1994 in Cali), mit vollständigen Namen Frank Andersson Castañeda Vélez, ist ein  kolumbianischer Fußballspieler.

## Karriere
Frank Castañeda stand von 2016 bis Juli 2018 beim Orsomarso SC im kolumbianischen Palmira unter Vertrag. Mit dem Verein spielte er 42-mal in der zweiten Liga des Landes. Von Orsomarso wurde er von Januar 2018 bis Juni 2018 an den FK Senica in die Slowakei ausgeliehen. Der Verein aus Senica spielte in der ersten Liga, der Fortuna liga. Für Senica stand er siebenmal auf dem Spielfeld. Nach der Ausleihe wurde er von Senica im Juli 2018 fest unter Vertrag genommen. Hier stand er bis Ende 2019 unter Vertrag und absolvierte 52 Ligaspiele. Hierbei schoss er insgesamt 34 Tore. Am 1. Januar 2020 unterschrieb er einen Vertrag bei Sheriff Tiraspol. Der Verein aus der Republik Moldau spielte in der ersten Liga, der Divizia Națională. 2021 feierte er mit dem Verein die Moldauische Meisterschaft. Im Februar 2022 ging er nach Polen, wo er einen Vertrag bei Warta Posen unterschrieb. Mit dem Verein aus Posen spielte er 13-mal in der ersten Liga. Nach der Saison zog es ihn nach Thailand. Hier unterschrieb er in Buriram einen Vertrag beim Erstligisten Buriram United. Doch nach nur einem halben Jahr und zwölf Pflichtspielen mit fünf Treffern verließ er den Verein wieder. Im Februar 2023 ging er wieder nach Polen, wo ihn der Erstligist Radomiak Radom unter Vertrag nahm. Zu Jahresbeginn 2024 kehrte Castañeda nach Kolumbien zurück und spielte zunächst für Independiente Santa Fe. Seit Sommer 2024 steht bei Atlético Bucaramanga unter Vertrag.

## Erfolge
Sheriff Tiraspol
- Moldauischer Meister: 2021, 2022
- Moldauischer Pokalsieger: 2022